# Dawid (Tikaradze)
Dawid, imię świeckie Giorgi Tikaradze (ur. 1 maja 1963 w Lanczchuti) – gruziński duchowny prawosławny, od 2013 tytularny arcybiskup Adisz. 

## Życiorys
Święcenia diakonatu przyjął 19 stycznia 1996, a prezbiteratu 6 maja tegoż roku. Chirotonię biskupią otrzymał 14 października 1998. W latach 1999–2013 pełnił urząd biskupa Bodbe.